# Hard Sun
Hard Sun è una serie televisiva britannica-statunitense, creata da Neil Cross (già creatore di Luther) nel 2018 per BBC One e Hulu.
La serie viene trasmessa nel Regno Unito su BBC One dal 6 gennaio 2018 e negli Stati Uniti su Hulu dal 7 marzo 2018.
L'ideatore e sceneggiatore della serie Neil Cross ha espresso il desiderio di continuare la serie, affermando di aver delineato un potenziale arco narrativo dalla durata approssimativa di cinque anni.
La serie è stata cancellata al termine della prima stagione.
In Italia la serie viene distribuita su TIMvision dal 7 agosto 2018.

## Trama
La serie segue due poliziotti in disaccordo, Charlie Hicks ed Elaine Renko che inciampano sulla prova che un misterioso evento cosmico distruggerà la terra in cinque anni, un fatto che il governo sta cercando di mantenere segreto per evitare la completa anarchia. Il duo è perseguito dagli agenti dell'MI5 che stanno cercando di zittirli definitivamente.

## Episodi
| Stagione       | Episodi | Prima TV originale | Pubblicazione Italia |
| -------------- | ------- | ------------------ | -------------------- |
| Prima stagione | 6       | 2018               | 2018                 |

## Personaggi e interpreti

### Personaggi principali
- Ispettore Capo Charlie Hicks, interpretato da Jim Sturgess, doppiato da Stefano Crescentini.
- Ispettrice Elaine Renko, interpretata da Agyness Deyn, doppiata da Federica De Bortoli.
- Grace Morrigan, interpretata da Nikki Amuka-Bird, doppiata da Roberta Pellini.
- Sergente Keith Greener, interpretato da Owain Arthur, doppiato da Luca Graziani.
- Simone Hicks, interpretata da Lorraine Burroughs, doppiata da Antonella Baldini.
- Thom Blackwood, interpretato da Richard Coyle, doppiato da Stefano Benassi.
- Padre Dennis Chapman, interpretato da Dermot Crowley, doppiato da Dario Penne.
- Sergente Mishal Ali, interpretata da Varada Sethu, doppiata da Ilaria Latini.
- Daniel Renko, interpretato da Jojo Macari, doppiato da Jacopo Castagna.
- Sergente George Mooney, interpretato da Adrian Rawlins, doppiato da Ambrogio Colombo.
- Sovrintendente Capo Roland Bell, interpretato da Derek Riddell, doppiato da Saverio Indrio.
- Will Benedetti, interpretato da Ukweli Roach, doppiato da Luca Mannocci.
- Sergente Herbie Sarafian, interpretato da Joplin Sibtain, doppiato da Alberto Angrisano.
- Mari Butler, interpretata da Aisling Bea, doppiata da Francesca Manicone.

### Personaggi secondari
- Sunny Ramachandran, interpretato da Tom Reed, doppiato da Alex Polidori.
- Maggie Sweeting, interpretata da Christine Bottomley, doppiata da Loretta Di Pisa.
- Jean-Paul Corday, interpretato da Elie Haddad, doppiato da Riccardo Petrozzi.
- Spencer Coleman, interpretato da Ricci Harnett, doppiato da Dario Oppido.
- Padre Michael, interpretato da Sam Alexander, doppiato da Manfredi Aliquò.
- Rebecca Leaver, interpretata da Skye Lourie, doppiata da Francesca Teresi.
- Andreas Räteau, interpretato da Mateo Rufino, doppiato da David Vivanti.
- Alex Butler, interpretato da Daniel Coonan, doppiato da Riccardo Petrozzi.

## Promozione
Il trailer della serie è stato pubblicato il 20 dicembre 2017.

## Trasmissione internazionale
- Australia: Seven Network[9]
- Germania: ZDF[10]
- Svezia: SVT

## Home Video
La prima stagione è stata rilasciata in DVD e Blu-ray il 19 febbraio 2018.

## Accoglienza
La serie è stata accolta in maniera mista dalla critica. Sull'aggregatore di recensioni Rotten Tomatoes ha un indice di gradimento del 50% con un voto medio di 6,46 su 10, basato su 30 recensioni. Il commento del sito recita: "L'inebriante intreccio narrativo e visuale di Hard Sun si inarca sotto una marea di cliché che alla fine appesantiscono e lasciano lo spettacolo un pasticcio confuso", mentre su Metacritic ha un punteggio di 46 su 100, basato su 9 recensioni.